# 自便
《自便》是香港歌手王菲的第五張粵語EP，於1997年5月29日出版。一共6首歌：3首新歌，其中1首為翻唱；另外3首則是將已發表的歌曲重新混音。

## 簡介
在1996年底前，王菲已錄製了10首粵語歌曲，足夠編制成一張大碟。但由於她和新藝寶的合約到期，新藝寶為了對抗她在新東家百代的新專輯《王菲》，便將這10首歌在此後五年，分成四次發行。第一次是在1997年《玩具》EP中（5首），第二次在同年EP《自便》（3首），第三次則在同年精選《菲賣品》（1首，不得了），第四次則直至2002年精選《Faye Best》（1首，心驚膽戰）。這10首歌都是林夕負責作詞。
「守時」是王菲第4次也是最後一次翻唱陳小霞的作品。另外，黃家強首次與王菲合作，譜寫了上張EP《玩具》中的「敷衍」及這張EP的「守護天使」。封面是攝影師張文華在1996年6月拍攝的舊照。

## 唱片版本
- 台灣版：白色側標。
- 大陸版：封面有改動，加收「知己知彼(Europe Mix)」、「不再兒嬉 (Rock Version)」、「流非飛(60's Version)」、「如風(Autumn Version)」四首混音，以及單曲「浮躁」。

## 曲目
| 曲序     | 曲目                            | 作曲        | 编曲        | 时长  |
| -------- | ------------------------------- | ----------- | ----------- | ----- |
| 1.       | 守時                            | 陳小霞      | Alex San    | 4:14  |
| 2.       | 守護天使                        | 黃家強      | Adrian Chan | 3:40  |
| 3.       | 自便                            | Adrian Chan | Adrian Chan | 4:58  |
| 4.       | Di-Dar（historical mix）        | 王菲        | 譚國政      | 3:17  |
| 5.       | 誓言（discovery mix；詞：王菲） | 竇唯、王菲  | 譚國政      | 3:57  |
| 6.       | 夢遊（universal mix）           | C.Y. Kong   | 譚國政      | 3:50  |
| 总时长： | 总时长：                        | 总时长：    | 总时长：    | 23:59 |